# Сакаласеу
Сакаласеу (рум. Sacalasău) — село у повіті Біхор в Румунії. Входить до складу комуни Дерна.
Село розташоване на відстані 425 км на північний захід від Бухареста, 30 км на північний схід від Ораді, 110 км на північний захід від Клуж-Напоки.

## Населення
За даними перепису населення 2002 року у селі проживали 666 осіб.
Національний склад населення села:
| Національність | Кількість осіб | Відсоток |
| -------------- | -------------- | -------- |
| румуни         | 637            | 95,6%    |
| словаки        | 26             | 3,9%     |

Рідною мовою назвали:
| Мова      | Кількість осіб | Відсоток |
| --------- | -------------- | -------- |
| румунська | 638            | 95,8%    |
| словацька | 25             | 3,8%     |